# Верхній близнюковий м'яз
Верхній близнюковий м'яз (m. gemellus superior) починається від сідничої ості, а нижній близнюковий м'яз (m. gemellus inferior) — від сідничого горба.
Функція: внутрішній затульний м'яз разом із двома близнюковими м'язами обертають стегно назовні. При фіксованих нижніх кінцівках (в положенні стоячи) ці м'язи допомагають утримувати таз від нахилу в протилежний бік.
Кровопостачання:   нижня    сіднична, затульна і внутрішня соромітна артерії.
Іннервація:  м'язові  гілки  крижового  сплетення (L4 –L5 , S1 –S3).